# Ensaio não destrutivo
Denomina-se ensaio não destrutivo (END ou NDT em inglês nondestructive testing) a qualquer tipo de ensaio praticado a um material que não altere de forma e  permanente suas propriedades físicas, químicas, mecânicas ou dimensionais. Os ensaios não destrutivos implicam um dano imperceptível ou nulo. 
Ensaios não destrutivos representam um conjunto amplo de técnicas de análise utilizadas na ciência e na indústria para avaliar as propriedades de um material, componente ou sistema, sem causar danos, baseando-se na aplicação de fenômenos físicos tais como ondas eletromagnéticas, acústicas, elasticidade, emissão de partículas subatômicas, capilaridade, absorção e qualquer tipo de teste que não implique um dano considerável à amostra examinada.
Os ensaios não destrutivos são técnicas altamente valiosas, uma vez que permitem o controle das propriedades dos materiais, com economia de tempo e dinheiro, e permitem que o material testado volte intacto para o local de trabalho após a inspeção.  Métodos comuns de END incluem ultrassom, partículas magnéticas, líquido penetrante, radiografia e ensaios por correntes de Foucault (correntes parasitas). END são uma ferramenta comumente usada em engenharia forense, engenharia mecânica, engenharia elétrica, engenharia civil, sistemas de engenharia, engenharia aeronáutica, medicina e arte.

## Ensaio não destrutivo de tubos
Ensaios não destrutivos de tubos ou END tubular (em literatura em inglês Tubular NDT) são ensaios não destrutivos pela aplicação de várias tecnologias para detectar anomalias tais como corrosão e defeitos de fabricação e, tubos metálicos. As tubulações podem ser encontradas em equipamentos tais como caldeiras e trocadores de calor. Para conduzir um exame "in situ" (i.e. exame dos tubos na sua posição, onde eles estão instalados), a cobertura de uma abertura de manutenção é normalmente removida para permitir o acesso de um técnico aos tubos. Alternativamente, um feixe de tubos pode ser removido de um trocador de calor e transportado por uma empilhadeira para uma área de manutenção para um acesso mais fácil.

## Ensaio não destrutivo para determinação dos módulos elásticos
É possível calcular os módulos elásticos (módulo de Young, módulo de cisalhamento) e o coeficiente de Poisson através das frequências naturais de vibração do corpo de prova, sem que este sofra qualquer dano, através do chamado método dinâmico (um tipo de ensaio não destrutivo); ou através da velocidade do som, ensaio por ultra-som (pulso-eco). As frequências juntamente com as dimensões e massa, possuem uma relação unívoca com os módulos elásticos.
Os três modos principais de vibração são: vibração longitudinal, vibração flexional e vibração torcional. Os dois primeiros permitem o cálculo do módulo de Young, enquanto que o último possibilita a determinação do módulo de cisalhamento e do coeficiente de Poisson. O ensaio pode ser de:
- Excitação por impulso: no qual o corpo de prova sofre um leve impacto para que as vibrações mecânicas sejam geradas e um transdutor capta esta resposta acústica transformando-a em sinal elétrico de tal forma que as frequências de ressonância possam ser lidas.
- Varredura de frequência: neste ensaio o corpo de prova recebe um estímulo com frequência variável.

Ambos os métodos exigem que o corpo de prova seja apoiado em pontos nodais em acordo com as normas ASTM E-1875  e E-1876.
No caso de corpos de prova no formato de barras de secção retangular, o módulo de Young, módulo de cisalhamento e coeficiente de Poisson podem ser obtidos da seguinte forma:
- Módulo de Young ({\displaystyle E}):

{\displaystyle m} é a massa da barra, {\displaystyle L} o comprimento, {\displaystyle b} a largura e {\displaystyle t} a altura; {\displaystyle f_{f}} é a frequência de ressonância fundamental flexional e {\displaystyle T_{1}} é um fator de correção para o modo fundamental flexional, obtido por:
{\displaystyle \mu } é o coeficiente de Poisson.
- Módulo de cisalhamento ({\displaystyle G}):

{\displaystyle f_{t}} é a frequência de ressonância fundamental torcional e {\displaystyle R} um fator dependente da relação entre a largura e altura da amostra igual a:
- Com o valor do módulo de Young e o módulo de cisalhamento temos o coeficiente de Poisson ({\displaystyle \mu }) (no caso de materiais isotrópicos):

Estes cálculos são válidos para corpos de prova no formato de barras de secção retangular. Geometrias diferentes exigem equações diferentes.